# Goede Herderkerk (Hoensbroek)
De Goede Herderkerk was een Hervormd kerkgebouw, gelegen aan de Maria Gewandenstraat 2 in de wijk Maria-Gewanden van Hoensbroek.

## Geschiedenis
In 1913 werd aan de Kastanjelaan te Hoensbroek een hervormd noodkerkje in gebruik genomen dat was geschonken door de Staatsmijnen. Dit behoorde aanvankelijk bij de Hervormde gemeente Sittard, maar werd in 1917 overgedragen aan de Hervormde gemeente Heerlen. In 1918 werd een predikant benoemd die verantwoordelijk was voor Hoensbroek en Treebeek.
Reeds in 1939 waren er plannen voor een definitief kerkgebouw. Vanwege de Tweede Wereldoorlog duurde het tot 1955 voordat dit er kwam, waarna de noodkerk werd gesloopt. Architect was J.T. Beckers. De uiteindelijke Goede Herderkerk werd in 1997 eveneens gesloopt. Sindsdien kerken de Hoensbroekse Hervormden samen met de Gereformeerden in de toen gebouwde Pelgrimskerk in het naburige Treebeek. Op de plaats van de Goede Herderkerk verscheen een appartementencomplex.

## Gebouw
Het betrof een bakstenen gebouw met betonnen vensteromlijstingen. De indeling is afwijkend van wat gebruikelijk is in protestantse kerken: Een schip en een zijvleugel, beide onder schilddak, en een verhoogd koorgedeelte in het verlengde van het schip, eveneens onder schilddak en voorzien van vier hoge vensters.